# Кулешов, Владимир Иванович
Владимир Иванович Кулешов (15 июля 1920, Касторенский район — 17 июня 1981, Киев) — полковник Советской Армии, участник Великой Отечественной войны, Герой Советского Союза (1943).

## Биография
Владимир Кулешов родился 15 июля 1920 года в селе Верхняя Грайворонка (ныне — Касторенский район Курской области). В 1937 году он окончил семь классов школы, после чего работал трактористом в машинно-тракторной станции. В октябре 1940 года Кулешов был призван на службу в Рабоче-крестьянскую Красную Армию. Учился в полковой школе, но из-за войны не успел её окончить. С ноября 1941 года — на фронтах Великой Отечественной войны. К сентябрю 1943 года красноармеец Владимир Кулешов был заряжающим миномётной роты 835-го стрелкового полка 237-й стрелковой дивизии 40-й армии Воронежского фронта. Отличился во время битвы за Днепр.
В ночь с 23 на 24 сентября 1943 года Кулешов одним из первых переправился через Днепр в районе села Гребени Кагарлыкского района Киевской области Украинской ССР и принял активное участие в боях за захват и удержание плацдарма на его западном берегу. В тех боях он лично уничтожил вражескую автомашину с пехотой и 2 станковых пулемёта.
Указом Президиума Верховного Совета СССР от 23 октября 1943 года за «мужество и героизм, проявленные при форсировании Днепра и удержании плацдарма» красноармеец Владимир Кулешов был удостоен высокого звания Героя Советского Союза с вручением ордена Ленина и медали «Золотая Звезда» за номером 2836.
В декабре 1943 года Кулешов был тяжело ранен и на фронт больше не вернулся. В 1945 году он окончил Марьинское артиллерийское училище. Участвовал в советско-японской войне. После её окончания Кулешов продолжал службу в Советской Армии. В 1962 году он окончил курсы усовершенствования офицерского состава. В августе 1976 года в звании полковника Кулешов был уволен в запас. Проживал в Киеве. Умер 17 июня 1981 года, похоронен на Лукьяновском военном кладбище Киева.
Был также награждён рядом медалей.
В честь Кулешова названа школа в его родном селе.